# Arthur Fitzwilliam Tait

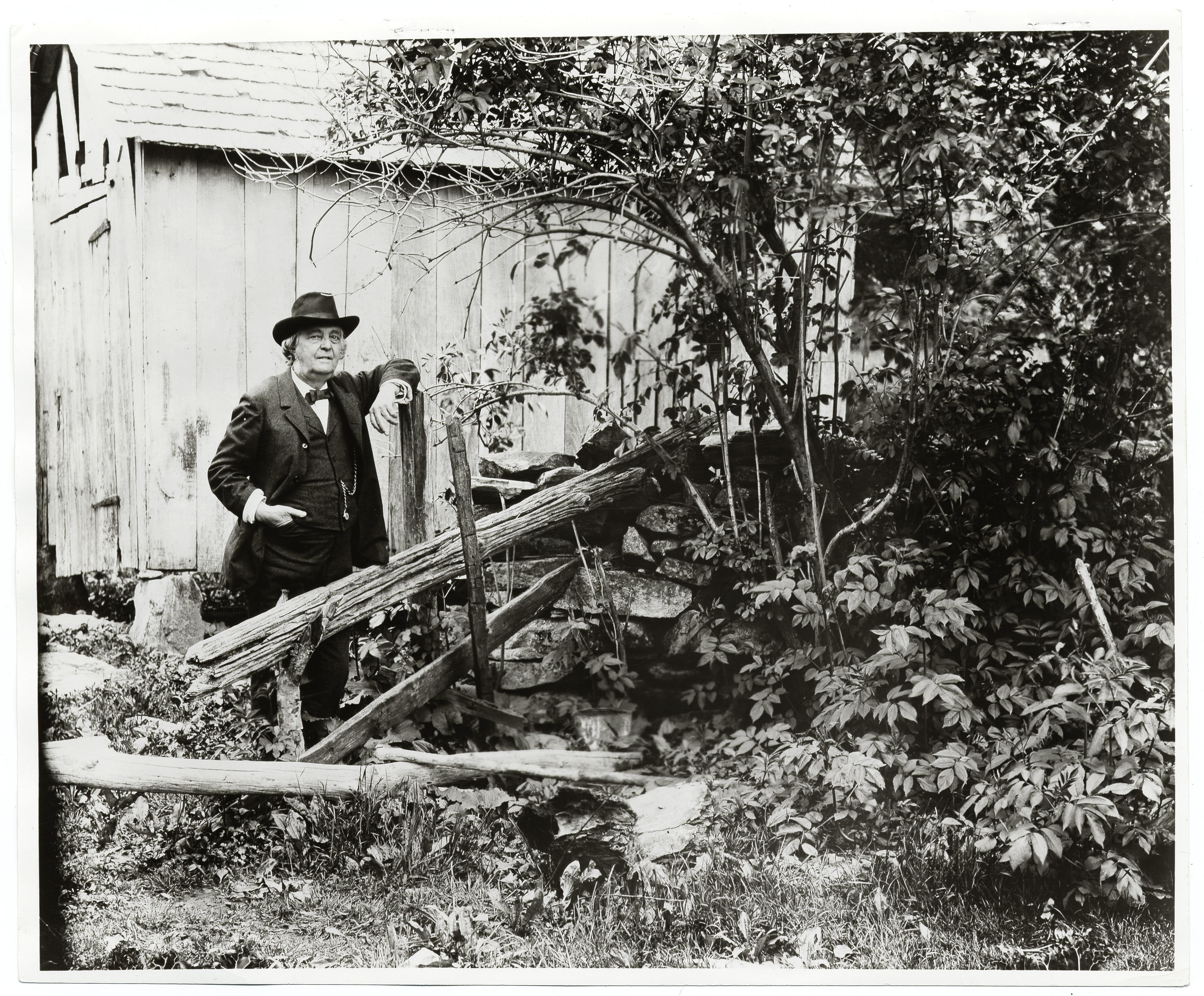
Fotografía de A. F. Tait en 1893

Arthur Fitzwilliam Tait (4 de febrero de 1819 - 28 de abril de 1905) fue un artista estadounidense, conocido especialmente por sus pinturas acerca de la vida silvestre. Durante la mayor parte de su carrera estuvo vinculado con el escenario artístico de Nueva York.

## Biografía
Tait nació en Lively Hall cerca de Liverpool, Inglaterra; pero a los ocho años de edad, su padre, que había quebrado, lo envió a vivir con unos parientes en Lancaster, etapa en la cual comenzó a interesarse por los animales. Tiempo después, en Mánchester, Agnew & Zanetti Repository of Art contrató a Arthur Tait cuando tenía doce años; fue en esta época cuando comenzó a aprender a pintar en forma autodidacta, aunque su trabajo consistía principalmente en reproducciones litográficas que eran exhibidas en Agnew. En 1838 dejó su trabajo en Agnew para casarse.
A fines de los años 1840, adquirió conciencia del mundo artístico estadounidense mientras asistía a una exhibición de George Catlin en París. Tras emigrar a los Estados Unidos en 1850, estableció un pequeño taller de pintura en los Adirondack para trabajar durante el verano. A partir de 1852, Currier & Ives reprodujeron litografías de sus obras para publicitarlo; además, promocionaron su talento en varias muestras realizadas en la National Academy of Design de Nueva York donde se exhiberon más de 200 de sus pinturas. En 1858 se lo eligió como miembro de la Academia.
Antes de su muerte en Yonkers, Nueva York, en 1905, se lo identificó con la vida artística de Nueva York. Pintó aves de corral, aves silvestres, ovejas y ciervos con gran destreza y las reproducciones de sus pequeñísimos paneles de gallinas estuvieron muy de moda.